# Erdélyi Mária Rádió
A romániai Mária Rádió a nemzetközi hálózat – a rádió szóhasználata szerint – a Világcsalád kezdeményezésével és támogatásával jött létre. Az elnöki poszt betöltésére az olaszországi Mária Rádió részéről Szatmári Ferencet kérték fel. A romániai Mária Rádió azzal a feltétellel született meg, hogy két nyelven, románul és magyarul, két különálló projektként induljon. Egy másik feltétel pedig az volt, hogy a székhelye Nagyváradon legyen.
A romániai Mária Rádió 2006. március 25-én szentelték fel. 24 órás adásidővel sugároz, napi 12 órát magyarul, 12 órát pedig románul, 3 vételkörzetben: Nagyváradon a 102,2-es; Zilahon a 92,5-ös; valamint Gyergyószentmiklóson a 89,7-es ultrarövid hullámon hallható.
2007 tavaszától a romániai magyar nyelvű Mária Rádió mint önálló jogi személyként, „Maria Radio Erdely” egyesületként folytatja tevékenységét.

## Identitás
Az Erdélyi Mária rádió, hasonlóan a Világcsalád többi tagjához azt állítja, hogy a Szűzanya ajándéka. A Rádió  azt tartja legfontosabb feladatának, hogy eljuttassa az üzenetét a világ legtávolabbi sarkaiba is.
Az Erdélyi Mária Rádió nonprofit szervezet. Reklámokat nem sugároz, bevételei kizárólag a hallgatók támogatásaiból származnak. A Rádió kevés alkalmazottal dolgozik, fenntartásához nagymértékben hozzájárul az önkéntesek térítésmentes munkája is.

## Műsorok
Az Erdélyi Mária Rádió  legfontosabb műsorai közé a napi szentmise és rózsafüzér közvetítések tartoznak, ugyancsak nagy fontossággal bírnak a katekézisek és a katolikus egyház hivatalos mondanivalója, tanításai is.
Mind az erdélyi, mind pedig a budapesti és a délvidéki Mária Rádió egy hálózathoz tartoznak, az úgynevezett Mária Rádió Világcsaládhoz. A Mária Rádió magyar adásai rendszeresen készítenek együtt és vesznek át egymástól műsorokat. A katolikus egyház világeseményeiről a Vatikáni Rádió hírösszeállítása által lehet értesülni az Erdélyi Mária Rádióban.

## A hallgatók
Az Erdély-i Mária Rádió hallgatóinak több mint felét teszik ki a Székelyföldön élők. A hallgatóság fennmaradó része egyenlően oszlik meg a nagyváradi és a zilahi vételkörzetben. Ehhez még hozzáadódik azok száma, akik műholdon vagy interneten keresztül más országokban hallgatják az Erdélyi Mária Rádiót.

## A jövő
A Rádió célkitűzései közé tartozik az, hogy a jelenlegi 60%-ról tovább növelje földi sugárzását Erdélyben. Kapcsolatot szeretne teremteni minél több távoli országban élő magyar katolikus közösséggel, és havi egy szentmisét ezen plébániákról közvetíteni.

## Földi sugárzás
- Gyergyószentmiklós-i vételkörzet: 89,7 FM
- Nagyvárad-i vételkörzet: 102,2 FM
- Tasnád-i vételkörzet: 90,2 FM

## Műholdas sugárzás
Intelsat 10-02 (Nyugati 1°)
Frekvencia: 12,563 GHz
Vízszintes polarizáció
Symbol rate: 27500 MS/s
FEC: 3/4
Az Erdélyi Mária Rádió  megtalálható a Digi TV és a Focus Sat műholdas szolgáltatók csomagjában is, melyeket kódolatlanul lehet hallgatni.

## Internetes elérhetőség
Az Erdélyi Mária Rádió adása élőben hallgatható a www.mariaradio.ro honlapon.

## Kapcsolódó oldalak
- Mária Rádió
- Magyarországi Mária Rádió
- Délvidéki Mária Rádió